# Marghita
Marghitaⓘ (węg. Margitta) – miasto w Rumunii, w okręgu Bihor. Liczy 18 650 mieszkańców, nieco ponad połowa to Rumuni.

## Miasta partnerskie
- Berettyóújfalu